# Traktat von Meppen

Deutsch-Niederländische Grenzfrageauffassung zur Emsmündung

Das Traktat von Meppen (niederländ. Traktaat van Meppen) ist ein im 19. Jahrhundert geschlossener Grenzvertrag zwischen dem Königreich der Niederlande und dem Königreich Hannover.
Der Vertrag wurde am 2. Juli 1824 in Meppen durch den niederländischen König Wilhelm I. und durch Georg IV., in Personalunion König von Großbritannien, Irland und Hannover, unterzeichnet. Er gilt nach dem Deutsch-Niederländischen Grenzvertrag vom 8. April 1960 fort.
Das Traktat regelt den Grenzverlauf zwischen den Niederlanden und dem heutigen Niedersachsen auf dem Festland und im südlichen Dollart. Bis dahin gemeinsam genutzte Gebiete wurden mit dem Grenztraktat geteilt, beispielsweise das „Twist-Gebiet“. Es enthält auch Vereinbarungen zur Landnutzung beiderseits der Grenze. Die deutschen Traktatbauern, die nach der Grenzziehung noch Grund und Boden in den Niederlanden hatten, durften diesen ohne Grenzkontrolle betreten und nutzen. Diese Rechte galten wechselseitig auch für Niederländer mit teilweisem Eigentum oder gepachteten Flächen in Deutschland. Nach dem Zweiten Weltkrieg wurden die deutschen Landwirte im Zusammenhang mit den niederländischen Annexionsplänen jedoch vielfach enteignet.
Das Traktat von Meppen untersagt auf einer Breite von 376 Metern beiderseits der Grenze eine Bebauung. Aktuell soll der Artikel 5 des Vertrags angepasst werden, um die Aufstellung von Windkraft- und Photovoltaikanlagen zu ermöglichen.